# Oreolalax
Genre
Oreolalax est un genre d'amphibiens de la famille des Megophryidae.

## Répartition
Les 18 espèces de ce genre se rencontrent dans le sud-ouest de la Chine, au Viêt Nam et probablement au Laos.

## Liste des espèces
Selon Amphibian Species of the World (19 novembre 2016) :
- Oreolalax chuanbeiensis Tian, 1983
- Oreolalax granulosus Fei, Ye & Chen, 1990
- Oreolalax jingdongensis Ma, Yang & Li, 1983
- Oreolalax liangbeiensis Liu & Fei, 1979
- Oreolalax lichuanensis Hu & Fei, 1979
- Oreolalax major (Liu & Hu, 1960)
- Oreolalax multipunctatus Wu, Zhao, Inger & Shaffer, 1993
- Oreolalax nanjiangensis Fei & Ye, 1999
- Oreolalax omeimontis (Liu & Hu, 1960)
- Oreolalax pingii (Liu, 1943)
- Oreolalax popei (Liu, 1947)
- Oreolalax puxiongensis Liu & Fei, 1979
- Oreolalax rhodostigmatus Hu & Fei, 1979
- Oreolalax rugosus (Liu, 1943)
- Oreolalax schmidti (Liu, 1947)
- Oreolalax sterlingae Nguyen, Phung, Le, Ziegler & Böhme, 2013
- Oreolalax weigoldi (Vogt, 1924)
- Oreolalax xiangchengensis Fei & Huang, 1983

## Publication originale
- Myers & Leviton, 1962 : Generic classification of the high-altitude pelobatid toads of Asia (Scutiger, Aelurophryne, and Oreolalax). Copeia, vol. 1962, no 2, p. 287-291.